# フトゥッワ
フトゥッワ（アラビア語: فتوة, Futuwwa）とは、中世イスラームの任侠結社、若者組。トルコではアヒー（akhī）という。

## 特徴
フトゥッワは都市部の若い男性からなる集団で、戦闘的性格とともに勇敢さ、寛容さ、客人のもてなし、といった倫理、道徳規範を有していた。

## 歴史
フトゥッワはイスラム以前のジャーヒリーヤ時代（5世紀〜7世紀）の伝統を受け継いだものといわれる。

### アイヤール 9世紀〜11世紀
9世紀のアッバース朝時代、イラン東部に現れ、任侠集団アイヤール（'ayyār）が登場し、サッファール朝を建国した。アイヤールのほかにはフィトヤーン、シュッタール、アフダース（aḥdāth）といった名前の集団もある。
その後、スーフィズム、タリーカ（道）教団の影響を受けた。

### 13世紀
13世紀アッバース朝カリフのナースィル・リ・ディーニッラー（1158 -1225）は、フトゥッワ集団の長でもあった。
イブン・バットゥータによれば、フトゥッワは当時のトルコ、イランの都市に存在し、トルコではアヒー（akhī）と呼ばれ、市場の商人、職人層の若者から構成され、治安維持もおこなう自警団的な性格も持っていた。アヒーは仕事のあと、修道施設ザーウィヤ（zāwiya）に集い、ズィクル（dhikrけ唱名）など修行を行った。
ルーム・セルジューク朝首都コンヤでは、アヒー集団はメヴレヴィー教団のスーフィーと関係し、イスラーム法官カーディーに従っていた。

## シーア派との関係：アリー崇拝
またシーア派の初代イマームであるアリー・イブン・アビー・ターリブ（600 - 661）を崇拝していた（アリー崇拝）。
アリー崇拝は、異教徒との聖戦において勇敢さと潔さを発揮し、フトゥッワの徳目の象徴となった。
またタリーカ教団のアリー崇拝とともにシーア派の土壌となった。

## フトゥッワト・ナーメ
フトゥッワの信条や儀礼はフトゥッワト・ナーメ（futuwwat-nāme）という冊子に書かれた。
アブドゥル・アズィーム・ハーン・カリーブ（Mīrzā 'Abd al-'Azīm Khān Qarīb）のフトゥッワト・ナーメでは、フトゥッワはコーランに記載された若者（ファター、fatā）を引用して公的イスラームに起源が求められた。また、同書ではアリーがフトゥッワ指導を行い、ハディースに基づいて謙虚さ、赦し、寛容性、奉仕、助言を美徳とすると書かれている。

## 現在
今日でもバーザールや古式闘技道ズール・ハーネ（zūr-khāne）、またシーア派などにおいてフトゥッワは生きているともいわれる。

## 日本の武士道との類似性
日本の任侠との類似、またスーフィズムとフトゥッワの関係が、日本の禅と武士道に類似していることも指摘されている。